# Самушия, Кирилл Твириевич
Кирилл Твириевич Самушия (1909 год, село Окуми, Сухумский округ, Кутаисская губерния, Российская империя — неизвестно, село Окуми, Гальский район, Абхазская АССР, Грузинская ССР) — агроном колхоза имени Ленина Окумского сельсовета Гальского района Абхазской АССР, Грузинская ССР. Герой Социалистического Труда (1949).

## Биография
Родился в 1909 году в крестьянской семье в селе Окуми Сухумского округа.
Во время коллективизации вступил в колхоз имени Ленина Окумского сельсовета Гальского района. Трудился рядовым колхозником в полеводческой бригаде, с середины 1940-х годов — агроном в этом же колхозе.
Будучи агрономом, применял передовые агротехнические методы, в результате чего в 1948 году колхоз сдал государству в среднем с каждого гектара по 7087 килограмм сортового зелёного чайного листа с площади в 30 гектаров. Указом Президиума Верховного Совета СССР от 29 августа 1949 года удостоен звания Героя Социалистического Труда за «получение высоких урожаев сортового зелёного чайного листа и цитрусовых плодов в 1948 году» с вручением ордена Ленина и золотой медали «Серп и Молот» (№ 4491).
Этим же Указом званием Героя Социалистического Труда были награждены председатель колхоза имени Ленина Окумского сельсовета Георгий Гуджаевич Джгубурия, бригадир Калистрат Бадраевич Булискерия, звеньевые Лаисо Герасимовна Булискерия, Сарамида Розановна Джумутия, колхозницы Дзика Дзикуевна Ахвледиани, Жити Несторовна Булискерия, Имена Бадраевна Булискерия, Люба Сикоевна Булискерия и Ала Датуевна Шаматава.
За выдающиеся трудовые достижения по итогам работы в 1949 году был награждён вторым орденом Ленина.
После выхода на пенсию проживал в родном селе Окуми. Дата смерти не установлена.
Награды
- Герой Социалистического Труда
- Орден Ленина — дважды (1949; 19.07.1950)